# Gießkannenprinzip
Mit Gießkannenprinzip bezeichnet man ein Verfahren der Zuschuss- bzw. Subventionsverteilung, bei dem weder die zeitliche Reihenfolge der Bedarfsanmeldungen noch die Subventionsdringlichkeit, sondern allenfalls die Höhe der beantragten Subventionen – wenn überhaupt – ausschlaggebend sind. Kennzeichnend für das Gießkannenprinzip ist, dass die Subventionen ohne eingehende Prüfung des tatsächlichen Bedarfs „wie mit einer Gießkanne“ gleichmäßig über die gesamte Zielgruppe verteilt werden, ohne die möglicherweise unterschiedliche Dringlichkeit der Einzelfälle zu gewichten.
Ähnlich wie beim Windhundprinzip und beim Rasenmäherprinzip findet strenggenommen keine Ermessensentscheidung statt. Dies hat zur Folge, dass die Subventionsvergabe zwar recht gut automatisiert werden kann, dass aber unter Umständen der eigentlich beabsichtigte Subventionszweck im Einzelfall nicht erreicht wird, weil die Mittel, die letztlich beim Empfänger ankommen, nicht ausreichend sind.
Ein großer Vorteil des Gießkannenprinzips gegenüber staatlich oder wirtschaftlich geförderten Einzelprojekten ist, dass der Bürokratieaufwand bei der Vergabe, Begleitung und Sicherung von Projekten minimiert und eine einseitige Begünstigung weitestgehend ausgeschlossen wird. Insbesondere Großprojekte bergen häufig die Gefahr, dass Fördermittel zur Durchsetzung von Eigeninteressen vergeben werden. Das Gießkannenprinzip beruht dagegen auf dem Gleichheitsprinzip, nach welchem wesentlich Gleiches nicht wesentlich ungleich behandelt werden darf.

## Antonym
Als Gegenstück des Gießkannenprinzips gilt eine bevorzugte Förderung von Wachstumskernen („Leuchtturm-Politik“), also eine räumlich und inhaltlich begrenzte Unterstützung starker und zentraler Wirtschaftsstandorte. 